# БЦЖ
БЦЖ (лат. BCG), скорочення від Бацила Кальметта — Герена (лат. Bacillus Calmette–Guérin) — єдина існуюча вакцина для щеплення проти туберкульозу, виготовлена з Mycobacterium bovis і вперше використана 1921 року. Входить до переліку основних лікарських засобів ВООЗ.
БЦЖ є ефективною для запобігання дисемінованого ураження у дітей, але вона не є надійним захисником від туберкульозу легень. Тим не менш БЦЖ використовують в усьому світі частіше, ніж інші вакцини; більш ніж 90 % дітей проходять щеплення саме цією вакциною. Щороку близько 100 мільйонів дітей отримують щеплення вакциною БЦЖ.
Імунітет до захворювання, який створює вакцина, зазвичай через 10 років починає слабшати, хоча може триматися до 20 років.
Туберкульоз не є поширеним на більшості територій Канади, Великої Британії та Сполучених Штатів, тому щеплення цією вакциною роблять тільки людям з високим ризиком захворювання. Через цю вакцину результати туберкулінової проби можуть бути позитивними у здорової людини, що робить цю пробу непридатною для виявлення хвороби, і це є головною причиною, з якої щеплення нею не роблять.
В Україні та багатьох інших країнах, де поширений туберкульоз, щеплення вакциною БЦЖ є обов'язковим. Вакцинація проти туберкульозу проводиться на 3-5 добу після народження (не раніше ніж через 48 годин). Недоношених дітей вакцинуюють після досягнення маси 2500 г. Щеплення не проводять в один день із іншими щепленнями. Дітям, яким не виповнилось 2 місяці, щеплення проводять без проби Манту. Після віку 2 місяців слід виконати пробу Манту і, якщо вона негативна, провести щеплення. Діти у яких не сформувався рубчик, але є достовірні дані про проведення щеплення БЦЖ, не потребують повторної вакцинації. До 2018 року в Україні ревакцинації підлягали діти з 7 років, з негативним результатом проби Манту та неінфіковані мікобактеріями туберкульозу, але ця норма була скасована МОЗ згідно з рекомендаціями Всесвітньої організації охорони здоров'я і відтоді вводиться лише одна доза на 3-5 добу після народження.
Серйозні побічні ефекти вакцинації БЦЖ зустрічаються вкрай рідкісно. Часто присутні почервоніння, набряк і легкий біль у місці ін'єкції. Побічні ефекти частіше розвиваються у людей з ослабленим імунітетом. Вакцина не є безпечною для вагітних.

## Виробництво
БЦЖ готують із штаму ослабленої (атенуйованої) живої туберкульозної палички (Mycobacterium bovis) великої рогатої худоби, яка втратила вірулентність (здатність спричиняти захворювання у людини). Оскільки живі туберкульозні бактерії еволюціонують, щоб найкращим чином використовувати наявні поживні речовини, вони стають менш пристосованими до крові людини і більше не можуть спричиняти захворювання при введенні в організм людини-хазяїна. Проте вони досить схожі на своїх диких предків, щоб забезпечити певний ступінь імунітету проти туберкульозу людини. Вакцина БЦЖ може бути від 0 до 80 % ефективною для запобігання туберкульозу тривалістю 15 років; проте, схоже, що його захисний ефект відрізняється залежно від географії та лабораторії, в якій вирощували вакцинний штам.

## Дослідження можливого впливу вакцини на перебіг різних хвороб
Існують попередні докази сприятливого неспецифічного ефекту вакцинації БЦЖ на загальну смертність у країнах з низьким рівнем доходу або для зменшення інших проблем зі здоров'ям, включаючи сепсис та респіраторні інфекції, коли їх виникає мало, то це дає більшу користь.
Проведене порівняння у великій кількості країн щодо вакцинації БЦЖ із захворюваністю та летальністю від коронавірусної хвороби 2019 (COVID-19). Виявлено, що країни, які не мають універсальної політики вакцинації БЦЖ (Італія, Нідерланди, США), зазнали серйозного впливу в порівнянні з країнами, що мають універсальну та давню політику вакцинації БЦЖ.
Країни, які пізно впровадили загальну політику вакцинації БЦЖ як-от Іран (1984), мали високу летальність, що відповідає думці, що БЦЖ захищає вакциноване літнє населення. Також з'ясовано, що вакцинація БЦЖ ще й зменшила кількість зареєстрованих випадків COVID-19 у таких країнах. Для підтвердження цього в березні 2020 року розпочато клінічне мультицентрове відкрите рандомізоване дослідження в Австралії, яке передбачає участь 4178 медичних працівників. Одна група отримала ін'єкцію 0,1 мл вакцини БЦЖ данського виробництва, друга є контрольною, їм вакцину не введено. Передбачається, що впродовж 12 місяців учасники будуть проводити спостереження з регулярними текстовими повідомленнями з мобільного телефону (щотижня) та опитуваннями для виявлення та деталізації COVID-19. Додаткова інформація про тяжкі захворювання буде отримана з лікарняних медичних записів та державних баз даних. Зразки крові будуть взяті до рандомізації та через 12 місяців для визначення ступеня клінічного перебігу COVID-19. За необхідності для оцінки можливості інфікування SARS-CoV-2 будуть взяті зразки.
У березні 2020 року Товариство імені Макса Планка оголосило, що один з її інститутів біомедичної секції Інститут біомедицини перевіряє кандидата на вакцину проти SARS-CoV-2. Іде фаза III цього дослідження, де науковці хочуть дослідити, чи ефективна проти коронавірусної хвороби 2019 вакцина VPM1002, спочатку розроблена проти туберкульозу. Масштабне дослідження має бути проведене в декількох лікарнях Німеччини і буде включати людей похилого віку та медичних працівників. VPM1002 на думку дослідників може допомогти у створенні захисту, поки не буде доступна специфічна вакцина, ефективна проти SARS-CoV-2. VPM1002 заснована на вакцині БЦЖ. Дослідження на мишах показали, що вакцина БЦЖ може захистити не тільки проти туберкульозу, але і від вірусних інфекцій дихальних шляхів. У мишей, що були заражені вірусом грипу, в крові відзначалася менша за рівнем вірусемія, якщо вони раніше були вакциновані БЦЖ. У таких тварин виявляли менші пошкодження легень. Останні дослідження показали, що VPM1002 також може бути ефективною проти раку та запобігати рецидиву пухлин сечового міхура. Вакцина перевіряється в дослідженні фази III на дорослих добровольцях Індії. Його передбачається завершити до середини 2020 року. Результати показують, що вакцинація VPM1002 є безпечнішою та ефективнішою, ніж стандартна вакцинація БЦЖ. VPM1002 може бути виготовлена за допомогою сучасних методів, які дозволять отримати мільйони доз за дуже короткий час.
12 квітня 2020 року ВООЗ заявила, що немає доказів того, що вакцина БЦЖ захищає людей від зараження SARS-CoV-2. Тривають два клінічні випробування, що стосуються цього питання, і ВООЗ оцінить докази, коли вони будуть доступні. Існують експериментальні докази як досліджень на тваринах, так і на людях, що вакцина БЦЖ має неспецифічний вплив на імунну систему. Ці ефекти були недостатньо охарактеризовані, їх клінічна значимість невідома. 11 квітня 2020 року ВООЗ оновила поточний огляд доказів основних наукових баз даних та сховищ клінічних випробувань, використовуючи пошук для англійської, французької та китайської мов для понять COVID-19, SARS-CoV-2 та БЦЖ, в яких автори порівнювали частоту випадків COVID-19 у країнах, де вакцину БЦЖ застосовують, з країнами, де її не застосовують, та спостерігали, що у країнах, які регулярно застосовували на сьогоднішній день БЦЖ у новонароджених, було менше зареєстрованих випадків COVID-19. Такі дослідження схильні до значної упередженості, включаючи відмінності в національній демографії та поширенні хвороби, тестуванні на COVID-19 та стадії розвитку пандемії в кожній країні. Тому за відсутності доказів ВООЗ не рекомендує вакцинацію БЦЖ для профілактики проти COVID-19 і продовжує її рекомендувати для новонароджених у країнах чи установах з високою захворюваністю на туберкульоз.
Спираючись на вищезгадані припущення, у рамках міжнародного дослідження Brace (BRACE CORONA), досліджується можливість БЦЖ впливати на перебіг коронавірусної хвороби 2019. Є припущення, що щеплення БЦЖ знижує ризики захворіти при інфікуванні
У дослідах на макаках БЦЖ показує покращений рівень захисту при внутрішньовенній ін'єкції.